# Gaden (film fra 2003)
 For alternative betydninger, se Gaden. (Se også artikler, som begynder med Gaden)
Gaden er en dansk kortfilm fra 2003 instrueret af Johan Knattrup Jensen.

## Handling
Denne artikel mangler et handlingsreferat. Hjælp os med at skrive det.

## Medvirkende
- Tommy Kenter, Anton Hansen
- Jannie Faurschou, Lizzie Hansen
- Maria Esther Lemvigh, Vicky
- Peter Hesse Overgaard, Carsten
- Julie Kessler, Katrine Hansen
- Asim Kham, Betjent
- Charlotte Bidstrup, Betjent
- Eva Asmussen, Sexarbejder